# Borgporten
Borgporten (norwegisch für Burgtor) ist eine Gebirgsgruppe im ostantarktischen Königin-Maud-Land. Sie bildet den nordwestlichen Teil des Borg-Massivs. Zu ihr gehören die Borga, der Høgskavlen und die Seilkopfberge. 
Wissenschaftler des Norwegischen Polarinstituts benannten sie 2018.